# Pag (miasto)
Pag (wł. Pago, niem. Baag) – miasto w Chorwacji, w żupanii zadarskiej, siedziba miasta Pag. Jest położone na wyspie o tej samej nazwie, po obu stronach morskiej zatoki. W 2011 roku liczyło 2849 mieszkańców.
Okolice są górzyste. W pobliżu miasta znajduje się zakład odsalania wody i elektrownie wiatrowe. Miasto ma bogatą kulturę. Miejscowi wyrabiają tu wino domowej roboty, słone sery i haftowane koronki. Centrum stanowi plac Petra Kresimira IV, wokół którego jest zabytkowe stare miasto. Główne zabytki w jego obrębie to: Kościół Wniebowzięcia Maryi Panny (XVI w.), Pałac Książęcy (XV w.), Wieża Skrivanat (XV w.), Wieża Kamerlengo, magazyn soli, kościoły pw. św. Franciszka i św. Jerzego, klasztor benedyktynek pw. św. Małgorzaty. Koronki z Pag w 2009 roku zostały wpisane na listę niematerialnego dziedzictwa UNESCO razem z koronkami z Hvar i Lepoglavy.